# Gesomyrmex luzonensis
Gesomyrmex luzonensis är en myrart som först beskrevs av Wheeler 1916.  Gesomyrmex luzonensis ingår i släktet Gesomyrmex och familjen myror. Inga underarter finns listade i Catalogue of Life.